# Odebrecht Engenharia & Construção
A Odebrecht Engenharia & Construção (OEC), anteriormente Construtora Norberto Odebrecht (CNO), é uma empresa brasileira de engenharia e construção civil fundada pelo engenheiro pernambucano Norberto Odebrecht no ano de 1944 em Salvador. Atualmente a Construtora tem sede no Rio de Janeiro e faz parte da holding Novonor, sediada na capital baiana.
É a maior empresa na área de engenharia e indústria da construção na América Latina e a quinta maior empresa brasileira. A Odebrecht é uma das 25 maiores empresas de construção internacional e tem um volume de negócios médio anual de seis bilhões de reais. É dirigida pela terceira geração da família Odebrecht, de Diretor-Geral Marcelo Odebrecht.
Em 2019, mudou para Odebrecht Engenharia & Construção, usando mais a sigla OEC.

## Principais obras
- Arena Corinthians, São Paulo-SP
- Arena Fonte Nova (antigo Estádio Octávio Mangabeira), Salvador-BA
- Arena Pernambuco, São Lourenço da Mata-PE
- Aeroporto Internacional de Miami, Flórida, EUA
- Aeroporto Santos Dumont, Rio de Janeiro-RJ
- Aeroporto Tom Jobim/Galeão, Rio de Janeiro-RJ
- Avenida Lafaiete Coutinho, Salvador-BA
- Avenida Luís Viana Filho, Salvador-BA
- Bairro do Caminho das Árvores, Salvador-BA
- Bairro da Pituba, Salvador-BA
- Bairro de Vilas do Atlântico, Lauro de Freitas-BA
- Edifício-sede da Petrobras, Rio de Janeiro-RJ
- Estádio Cornélio de Barros, Salgueiro-PE
- Estádio do Maracanã, Rio de Janeiro-RJ
- Ferrovia Transnordestina
- LED Hotel Águas Claras, Brasília-DF
- Linha 4 do Metrô de São Paulo, São Paulo-SP[14]
- Lumine Park 710, Brasília-DF
- Metrô do Recife, Recife-PE
- Metropolitano de Lisboa, Lisboa, Portugal
- Parque Madureira, Rio de Janeiro-RJ
- Praça Capital SIA, Brasília-DF
- Refinaria Abreu e Lima, Ipojuca-PE
- Rodoanel Mário Covas, São Paulo-SP
- Vitrium Centro Médico Inteligente, Brasília-DF

## Participação no escândalo da Petrobras
Em novembro de 2014, a Polícia Federal deflagrou uma nova fase da Lava Jato, que envolveu buscas em grandes empreiteiras, como a Camargo Corrêa, OAS, Odebrecht e outras sete companhias. Além de corromper funcionários do alto escalão da Petrobras, foi descoberto indícios de cartel entre construtoras na agenda do executivo Márcio Faria, ligado à Construtora Odebrecht. Márcio Faria foi diretor da Construtora Norberto Odebrecht e, segundo os procuradores, era o representante do grupo no ‘clube vip’ de empresas que apossaram de contratos bilionários da Petrobras entre 2004 e 2014. Segundo denúncia do MPF, eram oferecidos vantagens indevidas (propina) para que funcionários da Petrobras não só se omitissem na adoção de providências contra o funcionamento do “clube”, como também para que estivessem à disposição sempre que fosse necessário para garantir que o interesse das cartelizadas fosse atingido.

### Condenação do ex-presidente e executivos
No dia 8 de março de 2016, o empreiteiro Marcelo Odebrecht, foi condenado a 19 anos e 4 meses de prisão por corrupção, lavagem de dinheiro e associação criminosa na Operação Lava Jato. Na sentença de 234 páginas, o juiz Sergio Moro destrincha os argumentos do Ministério Público Federal, das defesas dos executivos e as informações do Ministério Público suíço sobre contas controladas pela Odebrecht no exterior para concluir que Marcelo Odebrecht foi o “mandante” dos crimes praticados pelo grupo empresarial. Foram sentenciados com a mesma pena e pelos mesmos crimes no processo, os executivos Márcio Faria e Rogério Araújo, ex-diretores da Odebrecht. Também foram condenados os executivos César Ramos Rocha e Alexandrino Alencar, ligados à empreiteira. Marcelo Odebrecht, Márcio Faria e Rogério Araújo estavam presos desde 19 de junho de 2015 quando foi deflagrada a Operação Erga Omnes, 14ª fase da Lava Jato.